# André Teixeira (calciatore)
André Teixeira (Porto, 14 agosto 1993) è un calciatore portoghese, difensore dell'Anorthōsis.

## Palmarès

### Club

#### Competizioni nazionali
- Segunda Liga: 1

Belenenses: 2012-2013
- Coppa di Cipro: 1

AEL Limassol: 2018-2019